# قلندیا
قلندیا (به عربی: قلندیا) یک روستا در فلسطین است.

## خصوصیات
قلندیا ۲۵٬۵۹۵ نفر جمعیت دارد.